# Péter Zoltán
Péter Zoltán (Zalaistvánd, 1958. március 23. –) magyar válogatott labdarúgó, hátvéd. Az 1986-os mexikói labdarúgó-világbajnokság résztvevője.

## Pályafutása

### Klubcsapatban
1971-ben lett a Zalaegerszeg igazolt labdarúgója. Az élvonalban, 1977-ben mutatkozott be és hamarosan meghatározó csapattag lett, mint balhátvéd. A ZTE-vel kétszer lettek negyedikek a bajnokságban. 1977 és 1987 között 276 bajnoki mérkőzésen szerepelt és 37 gólt lőtt. 1987 és 1989 között két idényt az osztrák First Vienna csapatában játszott. Egy évre még visszatért Zalaegerszegre, majd pályafutását 1994-ben az osztrák tartományi bajnokságban szereplő Eltendorf csapatában fejezte be.

### A válogatottban
A magyar válogatottban 1979 és 1987 között 28 alkalommal szerepelt és 4 gólt szerzett. 1985. január 29-én, Hamburgban az NSZK elleni mérkőzésen ő szerezte a győztes gólt. Tagja volt az 1986-os mexikói világbajnokságon részt vevő csapatnak. 1979 és 1984 között 4-szeres olimpiai válogatott.

## Sikerei, díjai
- Magyar bajnokság
  - 4.: 1984–85, 1985–86

## Statisztika

### Mérkőzései a válogatottban
| Magyarország | Magyarország         | Magyarország                          | Magyarország     | Magyarország | Magyarország     | Magyarország       | Magyarország | Magyarország   |
| #            | Dátum                | Helyszín                              | Hazai            | Eredmény     | Vendég           | Kiírás             | Gólok        | Esemény        |
| ------------ | -------------------- | ------------------------------------- | ---------------- | ------------ | ---------------- | ------------------ | ------------ | -------------- |
| 1.           | 1979. október 26.    | Budapest, Népstadion                  | Magyarország     | 0 – 2        | Egyesült Államok | barátságos         | -            |                |
| 2.           | 1982. szeptember 22. | Győr, Rába ETO Stadion                | Magyarország     | 5 – 0        | Törökország      | barátságos         | -            | 67'            |
| 3.           | 1982. október 6.     | Párizs, Parc des Princes              | Franciaország    | 1 – 0        | Magyarország     | barátságos         | -            | 85'            |
| 4.           | 1983. március 27.    | Luxembourg                            | Luxemburg        | 2 – 6        | Magyarország     | Eb-selejtező       | -            |                |
| 5.           | 1983. április 17.    | Budapest, Népstadion                  | Magyarország     | 6 – 2        | Luxemburg        | Eb-selejtező       | -            |                |
| 6.           | 1983. szeptember 7.  | Budapest, Népstadion                  | Magyarország     | 1 – 1        | NSZK             | barátságos         | -            | 58'            |
| 7.           | 1984. január 18.     | Cádiz, Ramón de Carranza Stadion      | Spanyolország    | 0 – 1        | Magyarország     | barátságos         | -            | 46'            |
| 8.           | 1984. március 31.    | Szabadka, Szpartak Stadion            | Jugoszlávia      | 2 – 1        | Magyarország     | barátságos         | -            | 75'            |
| 9.           | 1984. április 4.     | Isztambul, Beşiktaş İnönü Stadion     | Törökország      | 0 – 6        | Magyarország     | barátságos         | -            |                |
|              | 1984. április 11.    | Budapest, Megyeri úti stadion         | Magyarország     | 1 – 1        | Bulgária         | olimpiai selejtező | -            |                |
|              | 1984. április 25.    | Moszkva, Luzsnyiki Stadion            | Szovjetunió      | 0 – 1        | Magyarország     | olimpiai selejtező | -            |                |
| 10.          | 1984. augusztus 22.  | Budapest, Népstadion                  | Magyarország     | 3 – 0        | Svájc            | barátságos         | -            |                |
| 11.          | 1984. augusztus 25.  | Budapest, Népstadion                  | Magyarország     | 0 – 2        | Mexikó           | barátságos         | -            |                |
| 12.          | 1985. január 29.     | Hamburg, Volksparkstadion             | NSZK             | 0 – 1        | Magyarország     | barátságos         | 1            | 48'            |
| 13.          | 1985. április 17.    | Bécs, Hanappi Stadion                 | Ausztria         | 0 – 3        | Magyarország     | vb-selejtező       | -            |                |
| 14.          | 1985. május 14.      | Budapest, Népstadion                  | Magyarország     | 0 – 1        | Hollandia        | vb-selejtező       | -            |                |
| 15.          | 1985. október 16.    | Cardiff, Ninian Park                  | Wales            | 0 – 3        | Magyarország     | barátságos         | -            |                |
| 16.          | 1985. december 9.    | Irapuato (MEX)                        | Magyarország     | 1 – 0        | Dél-Korea        | barátságos         | -            | 61'            |
| 17.          | 1985. december 11.   | Monterrey, Technológico Stadion (MEX) | Magyarország     | 3 – 1        | Algéria          | barátságos         | 1            | 18'            |
| 18.          | 1985. december 14.   | Toluca                                | Mexikó           | 2 – 0        | Magyarország     | barátságos         | -            |                |
| 19.          | 1986. január 30.     | El, ben-Khalifa-stadion (QAT)         | Ázsia-válogatott | 0 – 3        | Magyarország     | barátságos         | -            |                |
| 20.          | 1986. február 1.     | Doha, el-Kabir-stadion (QAT)          | Ázsia-válogatott | 0 – 2        | Magyarország     | barátságos         | 1            | 61' (11-esből) |
| 21.          | 1986. február 2.     | Doha                                  | Katar            | 0 – 3        | Magyarország     | barátságos         | -            | 46'            |
| 22.          | 1986. június 2.      | Irapuato, Estadio Irapuato (MEX)      | Szovjetunió      | 6 – 0        | Magyarország     | vb-csoportkör      | -            | 62'            |
| 23.          | 1987. április 29.    | Rotterdam, Feijenoord Stadion         | Hollandia        | 2 – 0        | Magyarország     | Eb-selejtező       | -            | 70'            |
| 24.          | 1987. május 17.      | Budapest, Népstadion                  | Magyarország     | 5 – 3        | Lengyelország    | Eb-selejtező       | 1            | 66' 83'        |
| 25.          | 1987. július 28.     | Lipcse, Zentralstadion                | NDK              | 0 – 0        | Magyarország     | barátságos         | -            | 46'            |
| 26.          | 1987. szeptember 9.  | Glasgow, Hampden Park                 | Skócia           | 2 – 0        | Magyarország     | barátságos         | -            |                |
| 27.          | 1987. szeptember 23. | Varsó, Legia-stadion                  | Lengyelország    | 3 – 2        | Magyarország     | Eb-selejtező       | -            |                |
| 28.          | 1987. október 14.    | Budapest, Népstadion                  | Magyarország     | 3 – 0        | Görögország      | Eb-selejtező       | -            |                |
|              | Összesen             |                                       |                  | 28           | mérkőzés         |                    | 4            | gól            |

## Külső hivatkozások
1. ↑  2011-ig Nagykutas NLSE volt a klub neve
2. ↑  NSZK - Magyarország 0-1 1985. január 29.